# Larry Wall
Larry Arnold Wall (Los Angeles, 1954. szeptember 27. –) amerikai számítógép-programozó, nyelvész és író. A Perl programozási nyelv és a patch létrehozásáról a legismertebb.

## Magánélet
Wall Los Angelesben, majd Bremertonban (Washington állam) nőtt fel. 1976-ban kezdte meg a felsőoktatási tanulmányait a Seattle Pacific Egyetemen, ahol először kémia és zene szakon tanult, majd premedicinára váltott. Ezt követően több éves szünetet tartott, amely alatt az egyetem számítástechnikai központjában dolgozott, mielőtt végül diplomát szerzett a természetes és mesterséges nyelvek szakon.
Amikor a Kaliforniai Egyetemen, Berkeley-ben végezte posztgraduális tanulmányait, Wall és felesége nyelvészetet tanultak azzal a szándékkal, hogy felfedezzenek egy íratlan nyelvet, talán Afrikában, és létrehozzanak hozzá egy írásrendszert. Ezt az új írásrendszert különböző szövegek, többek között a Biblia, nyelvre történő lefordítására használnák. Egészségügyi okok miatt ezek a tervek meghiúsultak, és az Egyesült Államokban maradtak, ahol Wall ehelyett a NASA Jet Propulsion Laboratoryhoz csatlakozott, miután befejezte a posztgraduális képzést.
Wall a New Life, a Názáreti Egyház aktív tagja. A helyi gyülekezetével is dolgozik a Nor-Cal körzet Biblia-kvízjátékain.

## Teljesítmények
Wall az rn Usenet kliens és a széles körben használt patch szerzője. Kétszer nyerte meg az International Obfuscated C Code Contest versenyt, és 1998-ban ő volt az első, aki elnyerte a Free Software Foundation díját a szabad szoftverek előmozdításáért.
Wall fejlesztette ki a Perl tolmácsot és nyelvet, miközben a System Development Corporationnél dolgozott, amely később a Burroughs, majd a Unisys részévé vált. Társszerzője a Programing Perl című könyvnek (gyakran Camel Book néven emlegetik, és az O'Reilly adta ki), amely a Perl-programozók alapvető forrása; és szerkesztette a Perl Cookbookot . Ezután teljes munkaidőben az O'Reilly Media alkalmazottja lett, hogy továbbfejlessze a Perlt, és könyveket írjon a témában.
Wall nyelvészeti képzése nyilvánvaló könyveiben, interjúiban és előadásaiban. Gyakran hasonlítja a Perlt egy természetes nyelvhez, és nyelvészeti indokokkal magyarázza a Perl tervezésében hozott döntéseit. Gyakran használ nyelvészeti kifejezéseket a Perl nyelvi konstrukcióira, így a hagyományos “változó”, “függvény” és “hozzáférés” kifejezések helyett néha “főnév”, “ige” és “téma” kifejezéseket használ.
Wall keresztény hite befolyásolta a Perl néhány terminológiáját, például magát a nevet, amely a “nagy árú gyöngy” bibliai hivatkozás ( Máté 13:46). Hasonló hivatkozások a bless függvény név és a Raku (korábbi nevén Perl 6) tervdokumentumok szervezése, többek között olyan kategóriákkal, mint az apokalipszis és az exegézis. Wall konferenciákon is utalt keresztény hitére, többek között 1999. augusztus 23-án, a Perl Conference 3.0-n Montereyben, Kaliforniában.

## Fordítás
Ez a szócikk részben vagy egészben  a   Larry Wall című angol Wikipédia-szócikk ezen változatának fordításán alapul.  Az eredeti cikk szerkesztőit annak laptörténete sorolja fel. Ez a jelzés csupán a megfogalmazás eredetét és a szerzői jogokat jelzi, nem szolgál a cikkben szereplő információk forrásmegjelöléseként.